# Emili Vilanova i March

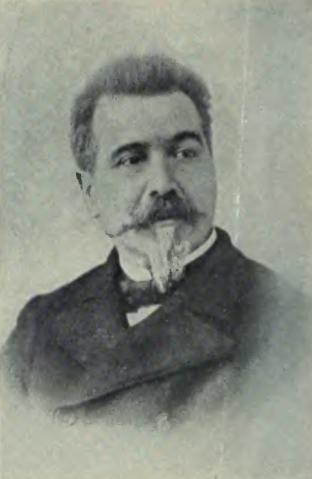
Emili Vilanova i March

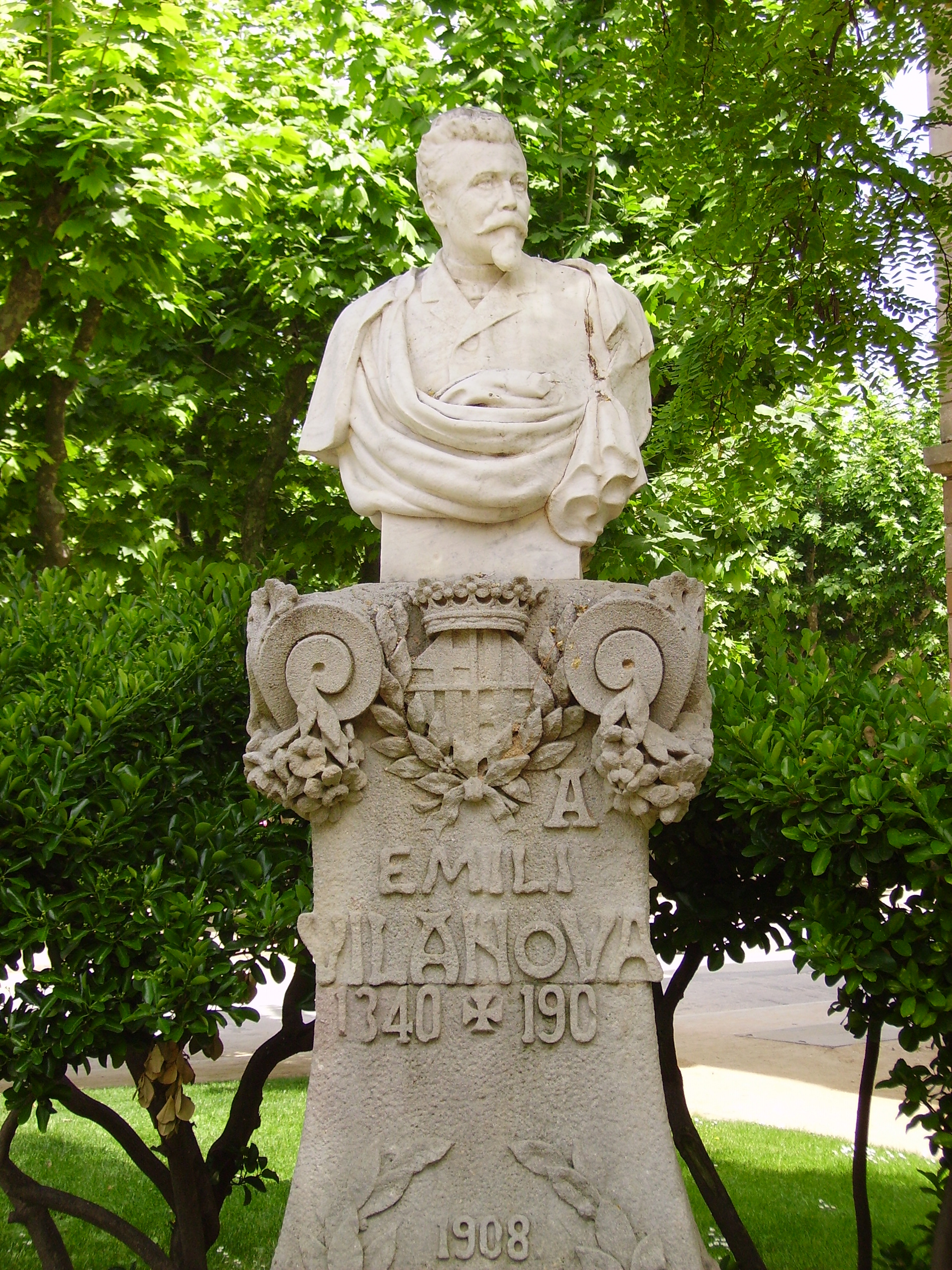
Büste von Emili Vilanova i March im Park de la Ciutadella in Barcelona

Emili Vilanova i March (* 15. Oktober 1840 in Barcelona; † 16. August 1905 ebenda) war ein katalanischer Schriftsteller, Romancier und Schwankdichter. Er war der bekannteste Volksschriftsteller katalanischer Sprache des 19. Jahrhunderts. Neben Narcís Oller i Moragas war Vilanova einer der ersten bedeutenden Prosaisten, die im Umfeld der Katalanischen Renaissance ihr Werk veröffentlichten.
Vilanova war der Sohn eines Dekorateurs. Er führte über sein ganzes bürgerliches und sein ganzes Künstlerleben hinweg das Familiengeschäft weiter. Er hatte zwar „nur“ die Grundschule absolviert, dafür aber intensivst narrative Literatur gelesen, insbesondere die zeitgenössische französische, narrative Literatur. Zudem besuchte er regelmäßig Literaturtreffen, insbesondere Treffen im Cafè Nou auf der Rambla in Barcelona. Hier trafen sich insbesondere Schriftsteller, die aus Handwerksberufen stammten, die dem politischen Milieu der Republikaner entstammten oder die dem Historizismus der katalanischen Renaixença durchaus kritisch gegenüber standen. Unter dem Schutzschirm dieser Literaturgruppe veröffentlichte er ab 1868 unter dem Pseudonym J.O.M. sein Frühwerk in satirischen Zeitungen wie La Pubilla, La Barretina, Lo Mestre Tites und Lo sometent. Hierbei pflegte er satirisch-humoristische Milieuschilderungen, die sowohl als Parodien von Aussagen der Romantik als auch als republikanische Aussagen im Rahmen der Sitten und Bräuche dieser Zeit aufgefasst werden konnten.
1869 stellte er aus Enttäuschung über die aktuelle politische Situation wie auch die Situation in der Literatur seine schriftstellerische Tätigkeit für einige Jahre ein. Er änderte in diesen Jahren seine frühe republikanische zugunsten einer katholisch-monarchistischen Grundorientierung. 1875 trat er dann mit neuen Werken deutlich moderater an. Er nahm auch an den Jocs Florals teil, ohne einen Preis zu gewinnen. Ab 1876 schrieb er in mehreren Zeitschriften (unter anderem in La Renaixença und La Ilustració Catalana) Artikel. Diese Artikel gab er später in Sammelbänden heraus: Del meu tros (1879), Quadros populars (1881), Entre família (1885), Escenes barcelonines (1886), Monòlegs i quadros (1887), Pobrets i alegrets (1887), Gent de casa (1889) sowie Plorant i rient (1891). In all diesen Werken bietet er ein breites Mosaik von Charaktertypen, Szenen sowie Bilder und Sitten der Handwerker im Barceloneser Stadtteil La Ribera. Mit einer skeptischen Grundhaltung beschreibt er die tägliche Realität seiner Umgebung. Mit einem speziellen Humor sowie mit etwas Sentimentalität und Melancholie schildert er die bescheidene Welt der Handwerker, deren Lebensform im Begriff stand, sich aufzulösen. Manche seiner Milieuschilderungen nähern sich der Form des Kurzromans, andere nähern sich in ihren Mono- oder Dialogen, im Aufbau der Szenen oder den detailgenauen Schilderungen eher Formen des Theaters. Er benutzt dabei immer die Sprache des Alltags; diese Sprache ist zwar populär, aber sehr reich ausgestaltet. Diese schriftstellerischen Eigenschaften erklären den großen Erfolg, den sein Märchen Les Bodes d'en Ciril·lo (1892, Die Hochzeiten des Ciril·lo) erfahren hat. Dieses wurde von Josep Pin i Soler in Szene gesetzt. In seinen Schwankdichtungen beschrieb Vilanova die gleiche Handwerkerwelt. Von diesen Schwankdichtungen müssen Qui ... compra maduixes! (1892, Wer ... kauft Erdbeeren!) und Colometa, la gitana (1896, Colometa die Zigeunerin) wegen ihrer hohen literarischen Qualität und Perfektion hervorgehoben werden. Nach seinem Tod gab die Illustració Catalana im Jahr 1906 das Gesamtwerk Vilanovas heraus. Dabei wurde auch das letzte Prosawerk Últims quadros (Letzte Bilder) mit veröffentlicht.